# Sertularia malayensis
Sertularia malayensis is een hydroïdpoliep uit de familie Sertulariidae. De poliep komt uit het geslacht Sertularia. Sertularia malayensis werd in 1925 voor het eerst wetenschappelijk beschreven door Billard. 